# Бєлоколос Олег Євгенович
Оле́г Євге́нович Бєлоколос (12 вересня 1966) — український дипломат, політичний експерт, політолог. Тимчасовий повірений у справах України в Республіці Кенія (2008—2010). Дійсний член (академік) Української академії геополітики та геостратегії (2024).

## Життєпис
У 1990 році закінчив факультет міжнародних відносин і міжнародного права Київського державного університету ім. Т. Шевченка, спеціальність — «міжнародні відносини» та Дипломатичну академію при МЗС України за спеціальністю «зовнішня політика».
З лютого 1996 року — аташе Управління справами Міністерства закордонних справ України
У 1997—1999 — третій секретар Посольства України в США
У 2001—2002 — другий, перший секретар відділу США та Канади IV Територіального управління МЗС України.
У 2002—2006 — перший секретар, радник Посольства України в Канаді
У 2006—2008 — радник відділу військово-технічного співробітництва та експортного контролю МЗС України.
У 2008—2012 — радник Посольства України в Кенії.
У 2008—2010 — Тимчасовий повірений у справах України в Республіці Кенія, брав участь у заходах зі звільнення екіпажу та судна «Фаїна».
У 2012—2014 — заступник начальника управління — начальник відділу Російської Федерації І Територіального департаменту МЗС України.
З 2014 — директор департаменту міжнародних двосторонніх відносин Благодійного фонду «Майдан закордонних справ».
З 2023  — директор «Центру досліджень національної стійкості».
Кандидат у народні депутати від партії «Сила і честь» на парламентських виборах 2019 року, № 38 у списку.